# Années 680
Les années 680 couvrent la période de 680 à 689.

## Événements
- 679-680 : les Bulgares passent le Danube et s’installent en Mésie[1].
- Vers 680-720 : époque moyenne avare[2]. L’Empire des Avars se replie sur les territoires de l’actuelle Hongrie, en y accueillant les fragments d’un autre peuple venu des steppes (turco-bulgare ou finno-ougrien ?). Une période plus paisible commence, qui développe un artisanat raffiné (objets ciselés ornés « de griffes et de rinceaux »).

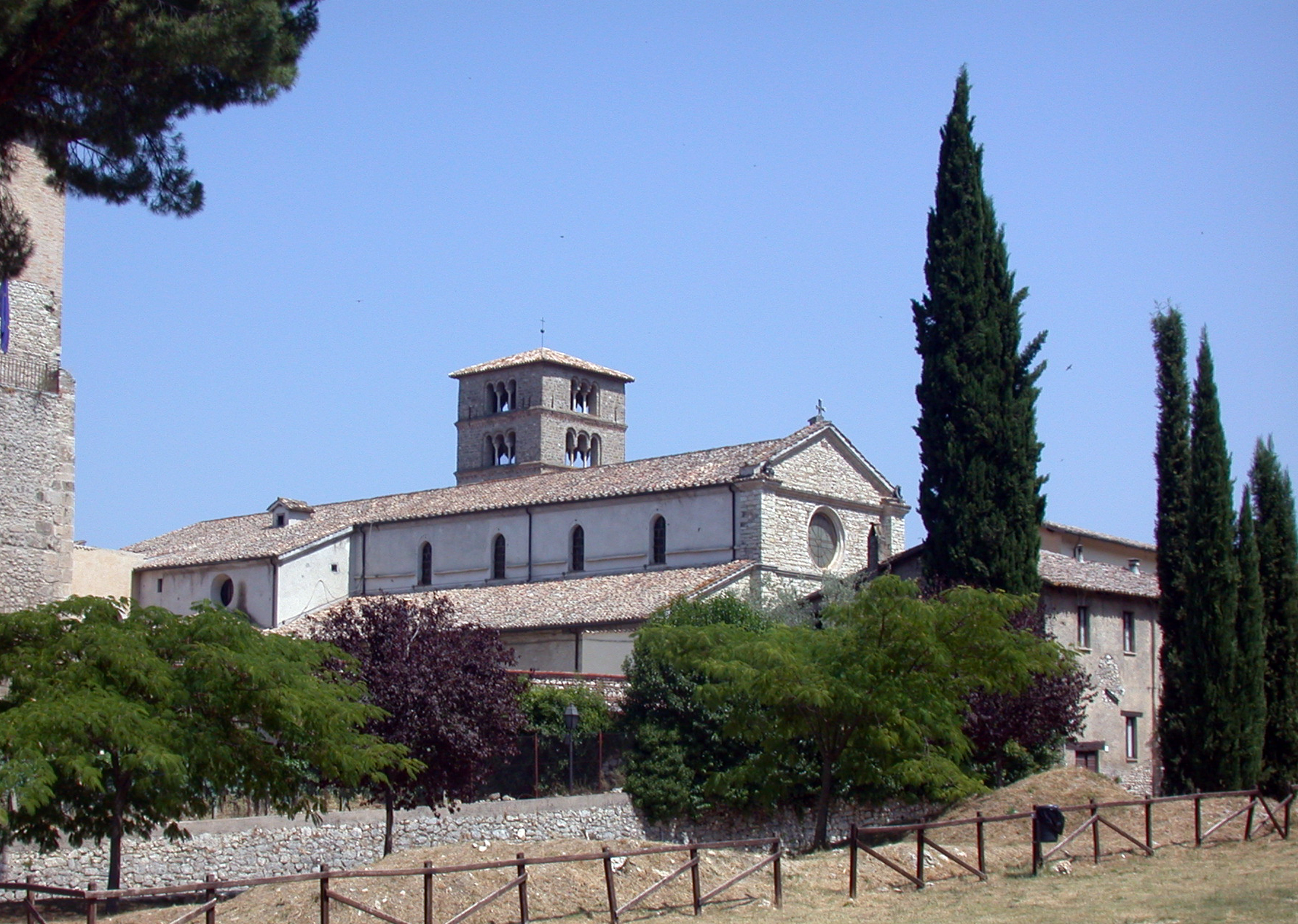
L'Abbaye bénédictine de Farfa, commune de Fara in Sabina dans le Latium

- Vers 680 : Thomas de Maurienne restaure l'abbaye de Farfa en Italie[3].
- 680-692 : deuxième Fitna ; bataille de Kerbala ; fondation du chiisme. Révoltes dans l'empire omeyyade[4].
- 681/682-744 : second empire Köktürks[5]. Qutlugh (Elterich) reconstitue le khanat des Turcs orientaux autour de l'Orkhon, détruit jadis par l'empereur chinois Taizong. Les Turcs envahissent la Chine du Nord. Le second empire turc procède d’un profond nationalisme anti-chinois. Le peuple rejette le bouddhisme et retourne à la religion traditionnelle. La langue turque remplace le sogdien dans les textes officiels. Sous les règnes de Qutlugh puis de son frère Bek Tchor, la féodalité se développe dans l’empire. Les soldats-pâtres libres tombent de plus en plus sous la dépendance de l’aristocratie tribale. Appelés « tats », ils sont astreints à la corvée pour les seigneurs, payent un tribut ou font le service militaire.
- 682 : au Japon, selon le Kojiki l'empereur Temmu, commande un travail de compilation des chroniques qui semble s'être appuyé sur deux sources, une chronique des empereurs, le Teiki, et un recueil de légendes et d'anecdotes , le Kuji[6]. À la fin du VIIe siècle, les rites animistes conçus pour honorer les divinités de la nature se transforment en un culte propre à soutenir l’empereur et le gouvernement[7]. Une sorte de religion nationale s’organise autour de très gros sanctuaires : Izumo-taisha, Suwa, Ise.
- 683 : bataille de Tahouda ; début de la résistance berbère à la conquête musulmane du Maghreb. Le chef berbère Koceila (mort en 688) et la reine Kahina (morte en 702 ou 704) dirigent la résistance contre l’occupation arabe dont les premiers raids en Afrique du Nord ont débuté en 642[8].
- 685-705 : arabisation de l'administration califale omeyyade sous le règne d'Abd Al-Malik[9].
- 687 : bataille de Tertry. Pépin de Herstal réunifie le royaume mérovingien (687-691)[10].

- Peuple turc, les Khazars atteignent la mer Noire et s’installent durablement entre la taïga, le Caucase, l’Oural et le Don. Leur sédentarisation (Samandar (en) sur la Caspienne puis Itil sur la Volga) contribue à ralentir l’avance de nouvelles populations turques[1].

## Personnages significatifs
- Abd Allah ben az-Zubayr - Abd al-Malik (Omeyyade) - Al-Hajjaj ben Yusef - Asparoukh - Benoît II - Constantin IV - Jitô - Justinien II - Kahena - Kusayla - Léon II (pape) - Marwan Ier - Muawiya II - Oqba Ibn Nafaa - Pépin de Herstal - Radbod - Wilfrid d'York - Wu Zetian - Yazid Ier